# Drepanoxiphus nigrosignatus
Drepanoxiphus nigrosignatus är en insektsart som beskrevs av Max Beier 1960. Drepanoxiphus nigrosignatus ingår i släktet Drepanoxiphus och familjen vårtbitare. Inga underarter finns listade i Catalogue of Life.